# 彭梓鍵
彭梓鍵（Pang Tsz Kin，1986年12月16日－），生於香港，香港足球運動員，司職守門員，現時效力香港丙組聯賽球隊和富社企。

## 球會生涯
彭梓鍵生於香港，自小已常常看本地足球，非常欣賞名宿李健和，當時由於乙組地區球會和富大埔沒有後備守門員，同時在機緣巧合下其朋友叫他到大埔試腳，隨後便正式加盟大埔，到2006年他跟隨和富大埔升班挑戰甲組，更成為職業球員，惟在球會升班甲組的首個球季球會，已有正選守門員李瀚灝，到2010/11年的球季，由於大埔的正選守門員李瀚灝轉會飛馬，使彭梓鍵終於捱出頭來成為球會正選守門員，但是李瀚灝在一季後回歸大埔，令彭梓鍵再度淪為副手，他於2011年1月29日在聯賽作客面對有兩大球星基士文和畢特在陣的南華在力保不失，最終協助和富大埔小勝1–0，
直到2013年，和富大埔降班後，令過去9年都效力大埔的彭梓鍵選擇轉會加盟甲組升班馬愉園，惟到2014年1月廉政公署以涉嫌打假波拘捕五名愉園球員，而彭梓鍵在轉會窗關閉前一週成功轉會甲組地區球會元朗，並在季中漸漸坐穩正選，連續兩個球季效力元朗時，表現都備受好評，但球會在季尾因爲人事問題調整球隊陣容，使彭梓鍵於2015年7月加盟港超聯球會夢想駿其，直到2016年6月彭梓鍵回歸元朗，加盟後首季門將位置競爭不大，令彭梓鍵差不多全部賽事也有上陣，惟他於下半季出現疲態令其表現滑落，到加盟後第二季季初，彭梓鍵因傷倦勤，使正選位置交予21歲的陳嘉豪把守並有穩定演出。
2018年夏天，彭梓鍵加盟港超聯球會理文。

## 國際賽生涯
由於香港代表隊在9月6日和11日將出戰國際A級友誼賽，使香港足球總會另組一隊以二線球員為主的香港隊出戰第72屆港澳足球埠際賽作客澳門代表隊，而未曾有代表隊經驗的彭梓鍵於2016年9月20日首度獲徵召一圓其香港代表隊夢，更為在公布的27人初選名單當中唯一名從未入選過任何級別香港代表隊的球員，最後香港作客以2–0擊敗澳門，縱使彭梓鍵在賽事中未有上陣機會，但總算達成心願使其足球生涯無悔。

## 榮譽
陽光元朗
- 香港高級組銀牌冠軍（2017–18季度）

理文
- 香港菁英盃冠軍（2018–19季度）

## 個人生活
於粉嶺公立學校就讀小學，並於明愛粉嶺陳震夏中學完成中學課程。
當初因彭梓鍵在和富大埔中年紀最小，且司職守門員因，而被稱為「龍門仔」，而綽號亦隨著時間慢慢轉變為「門仔」及「阿門」，彭梓鍵最欣賞的守門員是前南華外援守門員李安納的後備鄭皓文，直到在2010/11年球季，李瀚灝離開和富大埔後，球會聘請鄭皓文當守門員教練後，使兩人因而成為好朋友，彭梓鍵於2016年與前大埔隊友蘇來強和趙俊傑等人創辦自由人足球學校，為日後退役後舖路，到2017年7月6日，彭梓鍵向拍拖3年的女朋友求婚成功。

## 外部連結
- 香港足球總會網頁球員註冊資料 （页面存档备份，存于）